# Зардоз
«Зардоз» (англ. Zardoz) — фантастический фильм-антиутопия британского кинорежиссёра Джона Бурмена, снятый в 1974 году. Название Zardoz образовано от названия сказки Л. Ф. Баума The Wonderful Wizard of Oz («Удивительный волшебник из страны Оз»).

## Сюжет
Действие фильма разворачивается в 2293 году. Цивилизация, угнетающая человечество, представлена в образе рукотворного рая, отделённого от всех остальных людей, — Вортекса. Вортекс подчинён созданному людьми всемогущему компьютеру (аллегория Бога). Люди, живущие в Вортексе, бессмертны, не знают болезней, опасностей, волнений и отрицательных эмоций. За проступки их наказывают состариванием на определённое количество лет, а тех, кто считается окончательно потерянным — ренегатов — обращают в дряхлых старцев, которые мечтают лишь о недостижимой смерти. Однако образцовые члены избранного общества всё больше теряют интерес к жизни, впадая в апатию. Создатель Вортекса устроил его так, чтобы действующие порядки нельзя было изменить, даже если люди этого пожелают (впоследствии он сам оказался среди ренегатов).
Во внешнем мире царит хаос, города обращены в руины, а человечество деградировало в бруталов. Существует небольшая группа экстерминаторов, которые «избраны» для размножения, насилия над теми женщинами, которых они пожелают, и убийства всех остальных людей. Экстерминаторы считают, что таков приказ божества Зардоза, который является им в виде летающей древнегреческой маски. В действительности маска представляет собой аппарат под управлением жителя Вортекса Артура Фрэйна (Найелл Багги).
Однажды некто заманивает экстерминатора Зеда (Шон Коннери) в развалины книгохранилища и учит его азбуке. Зед с жадностью начинает читать и благодаря книге «Волшебник из страны Оз» догадывается, что Зардоз — такой же бутафорский властелин, как Гудвин (само имя Zardoz происходит от Wizard Oz). Разгневанный Зед пробирается на летательный аппарат и попадает в Вортекс.
С некоторыми колебаниями жители Вортекса решают сохранить жизнь Зеду, чтобы исследовать его и использовать на чёрных работах. Появление Зеда заставляет вспомнить их о насилии и плотской любви, пробуждает апатов к жизни, а ренегатам дарит надежду на смерть. Сторонники существующего порядка во главе с Консуэллой (Шарлотта Рэмплинг) понимают, что Зед порождает смуту в умах, и пытаются его убить. Однако тем самым они также лишаются душевного спокойствия, впадая в гнев. Толпа, ведомая Консуэллой, становится неуправляемой, сокрушая всё на своём пути.
Исследовательница Мэй (Сара Кестелман), изучающая Зеда, неожиданно обнаруживает, что по своему умственному потенциалу тот далеко превосходит интеллектуальную элиту. Недовольные порядками Вортекса и напуганные смутой, его жители передают Зеду все свои знания в надежде на спасение. Зеду удаётся победить компьютер, успокоить толпу и прекратить разрушения. Ренегаты начинают массово умирать. Появившийся Артур Фрэйн рассказывает, что таков был его план по освобождению, он сам и выступил загадочным учителем грамоты.
Зед выводит жителей Вортекса к внешнему миру. Здесь их встречают экстерминаторы, которые убивают всех. Сами вортексовцы падают перед экстерминаторами на колени, умоляя о смерти. Однако Зед и Консуэлла скрываются в пещере. В финале фильма демонстрируются кадры, как они целуются, как у них рождается и вырастает сын, а сами родители, держась за руку, постепенно стареют и в итоге превращаются в два скелета.

## Съёмки фильма
Фильм снимался в графстве Уиклоу (Ирландия), а начальные кадры фильма — пейзаж Земли будущего — были сняты рядом с домом режиссёра Джона Бурмена в Ирландии. Во время подписания бумаг правительство Ирландии поначалу отказало режиссёру и продюсерам во ввозе в страну оружия, необходимого для съёмок картины, из-за высокой террористической активности в то время.
Первоначально роль Зеда должен был исполнять американец Бёрт Рейнольдс, но эта кандидатура была отклонена из-за болезни актёра.
Финальные кадры картины, где постаревшие Зед и Консуэлла умирают и превращаются в скелеты, переснималась три раза подряд. Первый раз повредилась плёнка, во второй — помощник режиссёра случайно засветил негативы. Эти задержки чрезвычайно раздражали актёров, которые должны были оставаться в гриме довольно продолжительное время.

## В ролях
| Актёр                               | Роль                 |
| ----------------------------------- | -------------------- |
| Шон Коннери                         | Зед                  |
| Шарлотта Рэмплинг                   | Консуэлла            |
| Сара Кестелман                      | Мэй                  |
| Джон Олдертон (англ. John Alderton) | Друг                 |
| Салли Энн Ньютон                    | Авалоу               |
| Найл Багги (англ. Niall Buggy)      | Артур Фрэйн / Зардоз |
| Боско Хоган (англ. Bosco Hogan)     | Джордж Сэйден        |
| Джессика Свифт                      | Равнодушная          |
| Реджинальд Джармен                  | голос Смерти         |